# Elezioni primarie del Partito Repubblicano del 1968 (Stati Uniti d'America)
Le elezioni primarie del Partito Repubblicano del 1968 furono lo strumento di selezione attraverso il quale gli elettori del Partito Repubblicano scelsero il loro candidato per le elezioni presidenziali del 1968. L'ex vicepresidente Richard Nixon vinse dopo una serie di elezioni primarie e caucus culminati con la Convention Nazionale Repubblicana che si tenne dal 5 all'8 agosto 1968 a Miami Beach, Florida.